# Graham Gouldman
Graham Keith (Graham) Gouldman (Salford, 10 mei 1946) is een Engelse muzikant. In 1979 had hij een bescheiden hit (28e plaats Top 40) en Alarmschijf met Sunburn.
Gouldman is vooral bekend van de Engelse popgroep 10cc; hij is de enige, die van iedere bezetting van deze band deel uitmaakte. Ook heeft Gouldman een reputatie als songwriter voor anderen. Zo schreef hij reeds in de jaren 60 "No Milk Today" voor Herman's Hermits en "Bus stop" voor de Hollies.

## Carrière
- 1963-1967: The Whirlwinds, the Mockingbirds, High Society, The Manchester Mob
- 1968: The Mindbenders, solo
- 1970-1971: Hotlegs met Eric Stewart, Kevin Godley en Lol Creme bekend van "Neanderthal Man"
- 1972-heden: 10cc met Eric Stewart en Godley & Creme
- 1984-1990: Wax met Andrew Gold

## Trivia
- In 1965 schreef Gouldman het nummer "For your love", bedoeld als eerste single voor de Mockingbirds. Hun platenfirma weigerde echter dit nummer uit te brengen. Via via kwam het terecht bij The Yardbirds, die er een hit mee hadden. Ook "Heart Full Of Soul" en "Evil Hearted You", van de hand van Gouldman, waren top 3-hits voor The Yardbirds in de Britse hitparade.
- Gouldman maakte de filmmuziek van de in 1980 uitgekomen film Animalympics en bracht een album met dezelfde titel uit en een single getiteld "Love's Not For Me".
- Gouldman deed mee aan de tweede aflevering van het zevende seizoen van Never Mind the Buzzcocks, uitgezonden op 22 september 2000.

- Biblioteca Nacional de España: XX1225096
- Bibliothèque nationale de France: cb139940975 (data)
- Gemeinsame Normdatei: 134388666
- International Standard Name Identifier: 0000 0000 5929 4884
- Library of Congress Control Number: n96003771
- MusicBrainz: 88795ca5-5bef-4253-ae0e-79a5d00e0388
- Nationale Bibliotheek van Israël: 987007281551905171
- Nederlandse Thesaurus van Auteursnamen: 071667938
- Virtual International Authority File: 24797281
- WorldCat: E39PBJfMmMVV88VFq687YK4pfq

Graham Gouldman · Eric Stewart · Kevin Godley · Lol Creme

Paul Burgess · Rick Fenn · Stuart Tosh · Duncan Mackay · Tony O'Malley